# HŽ 2141 sorozat
A HŽ 2141  egy horvát B'B' tengelyelrendezésű prototípus dízel tolatómozdony volt. Összesen egy db-ot készített belőle a Đuro Đaković 1977-ben. A mozdonyt a HŽ később selejtezte.